# 송도중학교 (인천)
송도중학교(松都中學校)는 대한민국 인천광역시 중구 답동에 있는 사립 중학교이다. 

## 학교 연혁
- 1906년 10월 3일 : 개성 송악산 산지현에서 윤치호 선생이 ‘한영서원(韓英 書院)’ 이라는 이름으로 개원
- 1910년 : 한영서원 고등과 제1회 졸업생 10명 배출
- 1912년 11월 20일 : 사립학교령에 의해 중학과를 설치
- 1914년 5월 12일 : 소학과 4년, 고등과 2년, 중학과 4년으로 학칙 변경 인가를 받음
- 1914년 3월 20일 : 조선 교육령에 의해 4년제 고등보통학교로 학칙 변경 인가를 받음, 교명을 ‘사립송도고등보통학교’ 로 개칭, 소학과는 분리
- 1936년 8월 10일 : ‘재단법인 송도고등보통학교’ 의 인가를 받음
- 1938년 4월 1일 : 개정 교육령에 의해 학칙을 5년제 중학교로 변경하고, ‘송도중학교’ 로 개칭
- 1950년 3월 1일 : 본교 재단을 ‘재단법인 송도학원’ 이라 개칭하여 인가를 받음
- 1950년 4월 : 송도약학대학 설립 인가를 받아 중학교와 병설
- 1950년 6월 25일 : 북괴의 남침으로 임시 휴교
- 1952년 4월 5일 : 인천시 송학동(현 남부교육청 자리)에 남녀 피난 학생 500명을 모아 재개교
- 1953년 11월 9일 : 현재의 답동 교사로 이전
- 1964년 1월 24일 : 재단 법인을 학교 법인으로 변경
- 1970년 3월 1일 : 교육 과정 개정령에 의하여 본교의 중학교와 고등학교를 분리
- 1983년 2월 20일 : 옥련동 신축 교사로 ‘송도고등학교’ 이전
- 2002년 12월 : 학교급식소, 디지털도서관 완공
- 2014년 3월 : 2014 스마트교육기반 디지털교과서 연구학교 지정(~2015)
- 2018년 1월 23일 : 학교법인 송도학원 제6대 이복영 이사장 취임
- 2024년 1월 9일 : 제104회 졸업식(89명 졸업) (졸업생 누계 29,245명)
- 2024년 3월 1일 : 제21대 김태완 교장 취임

## 참고 자료
- 송도중학교 - 한국교육학술정보원 학교알리미